# Laurenz Meyer (Unternehmer)
Laurenz Meyer (getauft am 25. September 1800 in Herisau; † 10. April 1868 ebenda, heimatberechtigt in Herisau) war ein Schweizer Unternehmer und Politiker aus dem Kanton Appenzell Ausserrhoden.

## Leben
Laurenz Meyer, Sohn des Kaufmanns und Appreturbesitzers Laurenz Meyer senior und der Anna Elisabeth, geborene Stricker, empfing die Taufe am 25. September 1800 in Herisau. Meyer wurde zunächst von Privatlehrern in Herisau unterrichtet, ehe er eine Ausbildung im väterlichen Betrieb abschloss.
In der Folge übernahm der Kaufmann und Appreturbesitzer im Jahr 1828 die Leitung der väterlichen Firma, die er erweitern liess. Das Unternehmen, die sogenannte „Mittlere Fabrik“, war sowohl Produktions- als auch Handelsfirma für Indiennestoffe. Zusätzlich gründete Laurenz Meyer eine eigene Sparkasse für die Arbeiter seiner Fabrik. Im Jahr 1868 wurde schliesslich die Leitung des Betriebs seinem Halbbruder Emanuel übertragen. Überdies schenkte Laurenz Meyer im Jahr 1862 der Gemeinde Herisau ein Grundstück für den Bau einer Kaserne.
Er ehelichte 1822 Anna Elisabeth, die Tochter des Johannes Knechtli. Laurenz Meyer verstarb am 10. April 1868 im Alter von 67 Jahren in Herisau.

## Politische Karriere
Auf politischer Ebene amtierte Meyer zuerst zwischen 1828 und 1834 als Ratsherr. Im Anschluss wirkte er von 1834 bis 1836 als Ausserrhoder Landesseckelmeister sowie von 1836 bis 1839 als Landesstatthalter. Parallel dazu fungierte Meyer zwischen 1834 und 1837 als Revisionsrat. In weiterer Folge war Laurenz Meyer von 1841 bis 1846 als Kassier der kantonalen Brandassekuranz und von 1851 bis 1855 in der Landesstrassenkommission tätig. Zudem sass er zwischen 1851 und 1856 im zweifachen Landrat.
Im Jahr 1839 übersiedelte Laurenz Meyer vorübergehend nach St. Gallen, um der Wahl zum Landammann zu entgehen.